# خالد التويجري
خالد بن عبد العزيز بن عبد المحسن التويجري (من مواليد المجمعة عام 1960م) رئيس الديوان الملكي السعودي سابقاً ، والده الشيخ عبد العزيز بن عبد المحسن التويجري، متزوج وأب لأربعة بنات وابن واحد . وهو خريج جامعة الملك سعود بالرياض قسم قانون (أول دفعة من خريجي القانون في المملكة)، وحاصل على الماجستير في العلوم السياسية من جامعة كاليفورنيا الحكومية في الولايات المتحدة الأمريكية، وماجستير في التشريع الجنائي الإسلامي من جامعة نايف العربية للعلوم الأمنية. وحاصل على 23 دورة في مختلف التخصصات، كانت أهمها دورة في القيادات العليا.

## السيرة الذاتية
بدأ حياته العملية في الحكومة السعودية قبل نحو 25 عاما،
حيث كانت البداية في وزارة الحرس الوطني باحثاً قانونياً في المرتبة السابعة
ثم تدرج في الترقيات حتى وصل لمنصب مستشار قانوني.
كما عمل في مكتب الحرس الوطني في الولايات المتحدة.
وانتقل إلى ملاك ديوان ولي العهد في عام 1410هـ بمنصب نائب رئيس مركز الدراسات المتخصصة.
بعد ذلك عمل مستشاراً وسكرتيراً خاصاً لخادم الحرمين الشريفين الملك عبد الله بن عبد العزيز عندما كان ولياٌ للعهد في ذلك الحين، وترقى إلى منصب نائب رئيس ديوان ولي العهد والسكرتير الخاص له،
ثم صدر الأمر الملكي بتعيينه رئيسا للديوان الملكي وسكرتيرا خاصا لخادم الحرمين الشريفين وعين بالإضافة لاعماله أمينا عاما لهيئة البيعة، ساهم في تطوير جهاز الحرس الملكي السعودي. وفي عام 1430 عين مشرفا على الحرس الملكي ورئيس اللجنة الدائمة به٬
وفي 26-6-2011 تم إصدار قرار بدمج رئاسة مجلس الوزراء مع الديوان الملكي، وتعيين خالد التويجري رئيساً لها بمرتبة وزير، بالإضافة إلى تعيينه سكرتيراً خاصاً لدى خادم الحرمين الشريفين الملك عبد الله بن عبد العزيز. وقد ترأس عدد من اللجان المهمة مثل لجنة اعداد نظام هيئة البيعة، ولجنة تقنين الأحكام الشرعية، وغيرها الكثير

## المناصب
- رئيس الديوان الملكي السعودي سابقا.
- رئيس الحرس الملكي السعودي سابقا.
- أمين عام لهيئة البيعة سابقا.
- السكرتير الخاص للملك عبدالله بن عبدالعزيز آل سعود.
- المستشار الخاص لملك السعودية الملك عبدالله بن عبدالعزيز آل سعود وأحد أهم رجاله.

## المؤلفات
منها كتاب في القانون بعنوان «الوجيز في القانون المقارن».
كما كانت له كتابات صحافية، حيث كتب في الصحافة السعودية والعربية [بحاجة لمصدر]، وعرف في كتاباته الحس الوطني في الدفاع عن قضايا المملكة، وقد أحدثت مقالاته جدلاً عارماً في الأوساط الثقافية [بحاجة لمصدر]، قبل أن يتوقف عن الكتابة بعد عمله مستشاراً لولي العهد الأمير عبد الله بن عبد العزيز في ذلك الحين.

## كتاباته
كتب بداية في جريدة الجزيرة عبر زاوية (عواطف وعواصف)، ثم كتب لسنوات في مجلة المجلة تحت زاوية (عكس التيار)، كما كتب في عدة صحف ومجلات عربية مثل مجلة الصياد اللبنانية، ومجلة الناقد التي كانت تصدر عن دار «رياض نجيب الريس». وله مقالات سياسية وثقافية في صفحة «الرأي» بجريدة الشرق الأوسط [بحاجة لمصدر].وكان التويجري يملك صفحة تواصل اجتماعي على موقع فيس بوك.

## إعفاؤه
بعد وفاة الملك عبد الله بن عبد العزيز آل سعود وتولي الملك سلمان بن عبد العزيز آل سعود مقاليد الحكم اعفي الأستاذ خالد بن عبد العزيز التويجري رئيس الديوان الملكي والسكرتير الخاص لخادم الحرمين الشريفين من منصبه ثم تم تعيين الأمير محمد بن سلمان بن عبدالعزيز آل سعود رئيساً للديوان الملكي ومستشاراً خاصاً لخادم الحرمين الشريفين بمرتبة وزير إضافة إلى عمله.

## إحالات
1. ↑  تعيين خالد التويجري رئيسا للديوان الملكي. نسخة محفوظة 01 فبراير 2014 على موقع واي باك مشين.
2. ↑  "من هو خالد التويجري؟". www.aljazeera.net. مؤرشف من الأصل في 2021-05-13. اطلع عليه بتاريخ 2022-07-22.
3. ↑  بن هني، قبلي (2019). "الكليات المقاصدية الكبرى وتطبيقاتها على نماذج من أحاديث موطأ الإمام مالك". المجلة الأردنية في الدراسات الإسلامية: 215. DOI:10.33985/1638-015-001-008.
4. ↑  يحمل لواء الشفافية وينقل صوت المواطن نسخة محفوظة 26 مايو 2020 على موقع واي باك مشين.
5. ↑  سأتواصل معكم دون حواجز وأقبل الشكاوى التي ضدي بصدر رحب نسخة محفوظة 13 فبراير 2011 على موقع واي باك مشين.
6. ↑  "أمر ملكي : اعفاء الأستاذ خالد بن عبدالعزيز التويجري رئيس الديوان الملكي". مؤرشف من الأصل في 2017-03-19. اطلع عليه بتاريخ 2017-01-28.

## وصلات خارجية
- خالد التويجري على موقع أرشيف الشارخ.
- صفحة خالد التويجري في تويتر.
- أمر ملكي : اعفاء الأستاذ خالد بن عبد العزيز التويجري رئيس الديوان الملكي